# Bernardo O'Connor y O'Phaly
Bernardo O'Connor y O'Phaly (Estrasburg, 1696 - Madrid, 29 de març de 1780) va ser un militar espanyol d'origen irlandès. Va néixer a França i en 1724 va ingressar a l'exèrcit espanyol. En 1739 fou nomenat comandant del segon batalló del Regiment d'Infanteria d'Irlanda En 1747 va ascendir a mariscal de camp i en 1755 fou nomenat governador militar de Tortosa. En 1760 ascendí a tinent general i fou governador militar de Pamplona i Barcelona. ou nomenat capità general de Catalunya en 1767 i 1772-1773. Durant el seu mandat va intentar implantar el sistema de sorteig per al reclutament militar (quintes) en comptes del reclutament de voluntaris, cosa que provocaria l'avalot de les quintes i la seva destitució per l'aleshores secretari de guerra, el comte de Ricla.
En 1772 fou nomenat capità general de Castella la Vella i en 1776 el rei Carles III d'Espanya li concedí el títol de comte d'Ofalia (pel comtat d'Offaly, d'on era originària la seva família).